# كنيسة سيدة غوادالوبي
كنيسة سيدة غوادالوبي (بالإسبانية: Basílica de Nuestra Señora de Guadalupe)‏ هي كنيسة رومانية كاثوليكية تقع في مكسيكو سيتي في المكسيك. تم بناء ضريح بالقرب من تلة تيبيياك حيث يعتقد أن السيدة غوادالوبي ظهرت إلى القديس خوان دييغو. ويعرف هذا الموقع أيضا باسم لا فيلا دي غوادالوبي، أو بمعنى أكثر شعبية، وببساطة لا فيلا، كما أن لديها العديد من الكنائس والمباني ذات الصلة. الكنيسة الجديدة تضم عباءة خوان دييغو، التي تحمل صورة السيدة غوادالوبي.
يُعتبر الموقع واحد من مواقع الحج الأهم في الكاثوليكية، ويزور الكنيسة ما يُقارب مليون شخص سنوياً، وخصوصاً في 12 ديسمبر، في يوم عيد السيدة غوادالوبي.